# Richard Eric Holttum
Richard Eric Holttum  (Linton, Cambridgeshire , 20 de julho de 1895 — Londres, 18 de setembro de 1990) foi um botânico britânico.